# Hartmannsgrün (Treuen)
Hartmannsgrün ist ein Ortsteil der Stadt Treuen im sächsischen Vogtlandkreis. Die Gemeinde Hartmannsgrün mit ihrem Ortsteil Pfaffengrün wurde am 1. Januar 1999 nach Treuen eingemeindet.

## Geografie

### Lage
Hartmannsgrün liegt nördlich von Treuen im Osten des Naturraumes Vogtland im sächsischen Teil des historischen Vogtlands. Nordwestlich des Orts entspringt der Holzbach, der über die Göltzsch in die Weiße Elster entwässert.

### Nachbarorte
|                          | Buchwald                                    | Weißensand, Wolfspfütz |
| Pfaffengrün              | Kompassrose, die auf Nachbargemeinden zeigt | Perlas                 |
| Gospersgrün, Wetzelsgrün | Treuen                                      |                        |

## Geschichte
Das Waldhufendorf Hartmannsgrün wurde erstmals im Jahr 1415 als „Hartmansgrune“ erwähnt. Die Grundherrschaft über Hartmannsgrün lag bis ins 19. Jahrhundert anteilig bei den Rittergütern Pöhl, Helmsgrün und Liebau. Hartmannsgrün lag bis 1856 im kursächsischen bzw. königlich-sächsischen Amt Plauen. 1856 wurde der Ort dem Gerichtsamt Treuen und 1875 der Amtshauptmannschaft Auerbach angegliedert.
Am 1. Juli 1950 erfolgte die Eingemeindung von Pfaffengrün nach Hartmannsgrün. Durch die zweite Kreisreform in der DDR kam die Gemeinde Hartmannsgrün im Jahr 1952 zum Kreis Auerbach im Bezirk Chemnitz (1953 in Bezirk Karl-Marx-Stadt umbenannt), der ab 1990 als sächsischer „Landkreis Auerbach“ fortgeführt wurde und 1996 im Vogtlandkreis aufging. Mit der Eingemeindung der Gemeinde Hartmannsgrün nach Treuen wurden Hartmannsgrün und Pfaffengrün am 1. Januar 1999 Ortsteile von Treuen.

### Einwohnerstatistik
1557 lebten in Hartmannsgrün 22 besessene Mann, 2 Häusler und 16 Inwohner; 1764 waren es 17 besessene Mann und 9 Gärtner.
| Jahr          | 1834 | 1871 | 1890 | 1910 | 1925 | 1939 | 1946 | 1950  | 1964  | 1990 |
| ------------- | ---- | ---- | ---- | ---- | ---- | ---- | ---- | ----- | ----- | ---- |
| Einwohnerzahl | 324  | 534  | 586  | 772  | 695  | 679  | 662  | 1.250 | 1.108 | 8    |

1910 war Hartmannsgrün unter den 69 Kommunen der Amtshauptmannschaft Auerbach auf Rang 38 der Einwohnerstatistik. 1925 lebten im Ort 673 Lutheraner und 22 andersgläubige.

## Wappen
Das Wappen der einstigen Gemeinde Hartmannsgrün mit ihrem Ortsteil Pfaffengrün zeigt eine neunstämmige Bergulme als Symbol für Hartmannsgrün sowie einen Geistlichen für Pfaffengrün.

## Infrastruktur

### Verkehr
Durch den einstigen Ortsteil Pfaffengrün verläuft die Bundesstraße 173. Die Ortsflur wird im Westen durch die
Bundesautobahn 72 begrenzt. Südlich von Hartmannsgrün verläuft die Bahnstrecke Herlasgrün–Falkenstein.
Der Ort wird von der TaktBus-Linie 83 des Verkehrsverbunds Vogtland bedient. Diese verbindet Hartmannsgrün im Zweistundentakt mit Treuen, Netzschkau und Reichenbach. Das Gewerbegebiet Goldene Höhe wird von der TaktBus-Linie 63 (Plauen – Lengenfeld) angefahren.

### Gewerbegebiet
Im Südwesten von Hartmannsgrün befindet sich an der Autobahn-Anschlussstelle „Treuen“ das Gewerbegebiet „Goldene Höhe“.